# Alsodryas
Alsodryas é um gênero de traça pertencente à família Agonoxenidae.